# Ангуло, Брайан (футболист, 1989)
Бра́йан Але́ксис Ангу́ло Лео́н (исп. Brayan Alexis Angulo León; родился 2 ноября 1989 года в Кали, Колумбия) — колумбийский футболист, левый защитник мексиканского клуба «Пуэбла».

## Клубная карьера
Родившийся в Кали в районе Валье-дель-Каука, Ангуло начал свою карьеру в «Америке» Кали, где он привлёк к себе внимание испанских инвесторов, породив слухи о возможном переходе в «Бетис». Его рабочее разрешение играть в Ла Лиге не было принято, и он, в конечном счёте, подписал контракт с португальским клубом «Боавишта» в июле 2007 года, хоть он и стал игроком клуба только в январе следующего года, регулярно выходя в составе команды, которая, в конце концов, покинула высший дивизион из-за нарушений регламента.
После вылета клуба из высшей лиги Португалии провёл вторую половину года в клубе третьей испанской лиги (Сегунда Дивизион Б) «Атлетико Балеарес». В январе 2009 года вернулся в Португалию в клуб высшей лиги «Лейшойнш», где выступал до конца сезона. В июне на правах аренды перешёл в испанский «Депортиво» сроком на один сезон с правом последующего выкупа игрока — 60 % прав на него оценивались в 1 миллион евро, а аренда — в 100 000 евро.
В течение сезона, по окончании которого «Депортиво» занял десятое место, Ангуло вместе с другим игроком стартового состава Филипе Луисом получили серьёзные травмы, из-за которых они несколько месяцев пребывали в «лазарете», а последний и вовсе не сыграл ни одного матча. В конце июля 2010 года Ангуло был выкуплен у «Лейшнойнша» на постоянной основе, сразу же отправившись в аренду в клуб второго испанского дивизиона «Райо Вальекано».
9 июля 2012 года, проведя год в низших лигах в составе «Атлетико Балеарес», Ангуло отправился прямиком в Ла Лигу, подписав трёхлетний контракт с «Гранадой». Он дебютировал в высшем дивизионе 30 сентября выйдя на замену на 67-й минуте вместо Фабиана Орельяны в домашнем матче против «Сельты», который закончился победой 2:1. Свой первый гол в турнире он забил 5 января следующего года, в матче против «Валенсии», однако, он не помог команде уйти от поражения 1:2.
В сезоне 2013/2014, после уходя Гильерме Сикейры в «Бенфику», место Ангуло в стартовом составе команды Лукаса Алькараса уже не подвергалось сомнению.
20 июня 2014 года Ангуло подписал контракт с клубом высшего болгарского дивизиона «Лудогорец». Дебютировал за новый клуб 19 июля в матче первого тура против «Хасково 2009» — встреча завершилась победой разградцев со счётом 1:0. 30 июля дебютировал в Лиге чемпионов УЕФА, выйдя на замену на 47-й минуте первого матча третьего отборочного раунда против сербского «Партизана» на «Лудогорец Арене», завершившемся безголевой ничьей 0:0.

## Статистика
| Клуб                 | Сезон           | Лига | Лига | Кубок | Кубок | Континент. | Континент. | Всего | Всего |
| Клуб                 | Сезон           | Игры | Голы | Игры  | Голы  | Игры       | Голы       | Игры  | Голы  |
| -------------------- | --------------- | ---- | ---- | ----- | ----- | ---------- | ---------- | ----- | ----- |
| Боавишта             | 2007/2008       | 13   | 0    | 0     | 0     | -          | -          | 13    | 0     |
| Боавишта             | Всего           | 13   | 0    | 0     | 0     | 0          | 0          | 13    | 0     |
| Лейшойнш             | 2008/2009       | 17   | 0    | 0     | 0     | -          | -          | 17    | 0     |
| Лейшойнш             | Всего           | 17   | 0    | 0     | 0     | 0          | 0          | 17    | 0     |
| Депортиво Ла-Корунья | 2009/2010       | 0    | 0    | 2     | 0     | 0          | 0          | 2     | 0     |
| Депортиво Ла-Корунья | 2010/2011       | 0    | 0    | 0     | 0     | 0          | 0          | 0     | 0     |
| Депортиво Ла-Корунья | Всего           | 0    | 0    | 2     | 0     | 0          | 0          | 2     | 0     |
| Райо Вальекано       | 2010/2011       | 4    | 0    | 0     | 0     | -          | -          | 4     | 0     |
| Райо Вальекано       | Всего           | 4    | 0    | 0     | 0     | 0          | 0          | 4     | 0     |
| Атлетико Балеарес    | 2011/2012       | 39   | 2    | 0     | 0     | -          | -          | 39    | 2     |
| Атлетико Балеарес    | Total           | 39   | 2    | 0     | 0     | 0          | 0          | 39    | 2     |
| Гранада              | 2012/2013       | 15   | 1    | 2     | 0     | -          | -          | 17    | 1     |
| Гранада              | 2013/2014       | 34   | 0    | 1     | 0     | -          | -          | 35    | 0     |
| Гранада              | Всего           | 49   | 1    | 3     | 0     | 0          | 0          | 52    | 1     |
| Лудогорец            | 2014/2015       | 3    | 0    | 0     | 0     | 2          | 0          | 5     | 0     |
| Лудогорец            | Всего           | 3    | 0    | 0     | 0     | 2          | 0          | 5     | 0     |
| Всего в карьере      | Всего в карьере | 125  | 3    | 5     | 0     | 2          | 0          | 132   | 3     |